# 9623 Karlsson
9623 Karlsson este un asteroid din centura principală de asteroizi.

## Descriere
9623 Karlsson este un asteroid din centura principală de asteroizi. A fost descoperit pe 21 martie 1993 la Observatorul La Silla în cadrul programului UESAC. Asteroidul prezintă o orbită caracterizată de o semiaxă mare de 2,45 ua, o excentricitate de 0,16 și o înclinație de 3,4° în raport cu ecliptica.